# (36338) 2000 NN9
2000 NN9 (asteroide 36338) é um asteroide da cintura principal. Possui uma excentricidade de 0.17820870 e uma inclinação de 7.65294º.
Este asteroide foi descoberto no dia 7 de julho de 2000 por LINEAR em Socorro.